# ヨッヘン・ダウアー
ヨッヘン・ダウアー（ドイツ語: Jochen Dauer、1952年1月10日 - ）は、ドイツのカーレーサー、自動車エンジニアである。ドイツのニュルンベルクに産まれた。

## カーレーサー時代
1975年から1981年までフォーミュラ3の30戦に参戦したが1978年に2回優勝しただけで、才能が豊かとは言えなかった。やがてフォーミュラ2やスポーツカーレースにも参戦した。

## ダウアー・レーシング
1987年にはダウアー・レーシングを設立、ドイツやヨーロッパのレースに参戦したが目立った戦績はない。最終戦は1991年のデイトナ24時間レースで、ポルシェ・962を2台参戦させ、ドライバーがアンドレッティファミリー、アンサーファミリーと豪華メンバーであったにもかかわらずそれぞれ5位、リタイアという結果であった。

## ダウアー・シュポルトワーゲン
その後レースを休止しダウアー・シュポルトワーゲンを設立、ポルシェ・962をロードカーに仕立て直す事業を始めた。開発にポルシェの支援を受けダウアー・962LMは第一号車が1993年9月のフランクフルトモーターショーに出展され、さらに生産された2台がポルシェとヨースト・レーシングに託されて再びレーサーに仕立て直され、1994年のル・マン24時間レースのGT1クラスに出場して総合優勝した。1994年以降もダウアー・962LMの生産に取り組み、少なくとも10台を製造販売した。後にブガッティのロマーノ・アルティオーリからブガッティ・EB110を買い取りダウアー・EB110として発売するなどしているが、2008年に倒産した。